# Oskar Morgenstern
Pour les articles homonymes, voir Morgenstern.
Oskar Morgenstern, né le 24 janvier 1902 à Görlitz, Royaume de Saxe et mort le 26 juillet 1977 à Princeton, New Jersey, États-Unis, est un mathématicien et économiste, allemand puis américain.
Il est connu pour son ouvrage Theory of Games and Economic Behavior publié en 1944 avec John von Neumann.

## Biographie
Sa mère serait une fille illégitime de l'empereur Frédéric III d'Allemagne,,,,.
Il est professeur à l'université de Vienne de 1929 à 1938 et dirige notamment, de 1931 à 1938, l'Institut autrichien d'étude de la conjoncture. Se trouvant en visite à l'université de Princeton lors de l'Anschluss, il décide de rester aux États-Unis[réf. souhaitée], enseigne à Princeton jusqu'en 1970, puis à l'université de New York jusqu'à sa mort.

## Travaux
Son œuvre est assez éclectique. Il travaille à l'application des mathématiques à l'économie et il est, avec John von Neumann, le fondateur de la théorie des jeux. Cependant, on lui doit aussi, une analyse et une typologie des erreurs de mesures en statistiques économiques (1950) (« Qui numerare incipit errare incipit » en exergue de l'ouvrage de 1950). Il identifie cinq sources d'erreur dans la mesure de l'activité économique :
1. erreurs de mesure (à la saisie, etc.),
2. mensonges/omissions (conventionnelles, tactiques, stratégiques, etc.),
3. perte d'information par agrégation,
4. économies souterraines (activités non déclarées, illégales ou non) et,
5. impossibilité de tout représenter.

Plus tard (1970), Clive W. J. Granger et lui proposent une étude des marchés financiers dans laquelle ils démontrent que nul ne peut « dépasser » le marché durablement — c'est-à-dire que personne ne peut faire des plus-values systématiquement et durablement contre le cours du marché.
Sa contribution le situe ainsi à l'intersection des néo-classiques adeptes de la théorie des jeux et de l'école autrichienne d'économie, très critique à l'égard de l'usage des statistiques en prévision économique.

## Œuvres
- Theory of Games and Economic Behavior (avec John von Neumann, Princeton University Press, 1944 et 1947)
- On Accuracy of Economic Observations (Princeton University Press, 1950)
- Predictability of Stock Market Prices, (avec Clive W. J. Granger, Lexington (Mass.), D.C. Heath and Co., 303 p., 1970)
- Selected Economic Writings of Oskar Morgenstern, Andre R. Schotter (Editor), New York University Press, New York University series in selected economic writings, 539 p., 1978